# Willowdale (circonscription provinciale)
Circonscription électorale provinciale du Canada
Willowdale est une circonscription provinciale de l'Ontario représentée à l'Assemblée législative de l'Ontario depuis 1987.

## Géographie
La circonscription est située dans le sud de l'Ontario, plus précisément dans le nord de la ville de Toronto.  
Les circonscriptions limitrophes sont Don Valley-Nord, Don Valley-Ouest, Eglinton—Lawrence, Markham—Thornhill, Thornhill et York-Centre.   

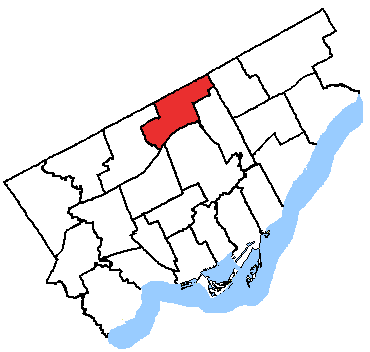
Willowdale de 2003 à 2018

## Historique
| Législature | Années        | Député      | Député          | Parti                     |
| ----------- | ------------- | ----------- | --------------- | ------------------------- |
| Willowdale  |               |             |                 |                           |
| 34e         | 1987-1990     |             | Gino Matrundola | Libéral                   |
| 35e         | 1990-1995     |             | Charles Harnick | Progressiste conservateur |
| 36e         | 1995-1999     |             | Charles Harnick | Progressiste conservateur |
| 37e         | 1999-2003     | David Young |                 | Progressiste conservateur |
| 38e         | 2003-2007     |             | David Zimmer    | Libéral                   |
| 39e         | 2007-2011     |             | David Zimmer    | Libéral                   |
| 40e         | 2011-2014     |             | David Zimmer    | Libéral                   |
| 41e         | 2014-2018     |             | David Zimmer    | Libéral                   |
| 42e         | 2018-2022     |             | Stan Cho        | Progressiste conservateur |
| 43e         | 2022–2025     |             | Stan Cho        | Progressiste conservateur |
| 44e         | 2025–en cours |             | Stan Cho        | Progressiste conservateur |

## Circonscription fédérale
Depuis les élections provinciales ontariennes du 4 octobre 2007, l'ensemble des circonscriptions provinciales et des circonscriptions fédérales sont identiques.